# Whitey Thomas
Erwin „Whitey“ Thomas (* 29. Juni 1920 in Rocky Mount, North Carolina; † 9. November 2012) war ein US-amerikanischer Jazztrompeter und eines der letzten noch lebenden Mitglieder des Glenn Miller Orchestra.
„Whitey“ Thomas, der aus einer musikalischen Familie stammt, begann seine Karriere bei Tommy Reynolds 1938 in Boston, spielte aber in dieser Zeit schon einmal vertretungsweise in der Miller-Band. 1943  wurde er, als er seinen Militärdienst in Fort Bragg ableistete, Mitglied der Trumpet Section bei Glenn Miller and the Army Air Force Band. Er wirkte bei dessen RCA-Aufnahmen dieser Zeit mit, so in Long Ago (and Far Away) mit dem Sänger Johnny Desmond, und ging mit dem Orchester zur Truppenbetreuung nach England.  Nach Millers Tod Ende 1944 arbeitete er in den Orchestern von Tex Beneke, Billy May und Jerry Gray. Thomas, der im November 2012 im Alter von 92 Jahren starb, wirkte alleine von 1943 bis 1954 bei 264 Aufnahmesessions mit.